# Liste des conseillers d'État du canton de Thurgovie
Cette page présente la liste des conseillers d'État du canton de Thurgovie.
Le président prend ses fonctions le 1er juin et les remet le 31 mai suivant.

## Législature 2024-2028
Élection du 7 avril 2024
- Dominik Diezi (Le Centre)
- Walter Schönholzer (PLR)
- Urs Martin (UDC)
- Denise Neuweiler (UDC)
- Sonja Wiesmann Schätzle (PS)

## Législature 2020-2024
Élection du 15 mars 2020
- Carmen Haag (PDC/Le Centre), Département des constructions et de l'environnement
- Monika Knill-Kradolfer (UDC), Département de l'éducation et de la culture. Présidente de juin 2021 à 2022[2]
- Cornelia Komposch-Breuer (PS), Département de la justice et de la sécurité
- Urs Martin (UDC), Département des finances et des affaires sociales
- Walter Schönholzer (PLR), Département de l'intérieur et de l'économie. Président en 2020-2021[3]

## Législature 2016-2020
Élection du 28 février 2016
- Cornelia Komposch-Breuer (PS). Présidente en 2018-2019[5]
- Carmen Haag (PDC). Présidente en 2017-2018[6]
- Monika Knill-Kradolfer (UDC). Département de l'éducation et de la culture. Présidente en 2016-2017[7]
- Walter Schönholzer (PLR)
- Jakob Stark (UDC), Département des finances et des affaires sociales[8]. Président en 2019-2020[9]

## Législature 2012-2016
Élection du 11 mars 2012
- Claudius Graf-Schelling (PS). Président en 2014-2015[11]
- Monika Knill-Kradolfer (UDC). Département de l'éducation et de la culture. Présidente en 2012-2013[12]
- Bernhard Koch (PDC). Président en 2013-2014[13]
- Kaspar Schläpfer (PLR), Département de l'intérieur et de l'économie
- Jakob Stark (UDC), Département des constructions et de l'environnement jusqu'en 2014, puis Département des finances et des affaires sociales[8]. Président en 2015-2016[14]

## Législature 2008-2012
Élection du 24 février 2008
- Claudius Graf-Schelling (PS). Président en 2009-2010[16]
- Monika Knill-Kradolfer (UDC)
- Bernhard Koch (PDC). Président en 2008-2009[17]
- Kaspar Schläpfer (PLR), Département de l'intérieur et de l'économie. Président en 2011-2012[18]
- Jakob Stark (UDC), Département des constructions et de l'environnement[8]. Président en 2010-2011[19]

## Législature 2004-2008
Élection du 8 février 2004 et élection complémentaire du 12 février 2006
- Roland Eberle (UDC). Remplacé le 1er juin 2006 par Jakob Stark (UDC), Département de l'éducation et de la culture[8]
- Claudius Graf-Schelling (PS)
- Bernhard Koch (PDC)
- Hans Peter Ruprecht (UDC)
- Kaspar Schläpfer (PLR), Département de l'intérieur et de l'économie

## Législature 2000-2004
Élection du 12 mars 2000 et élection complémentaire des 22 septembre 2002 (1er tour) et 24 novembre 2002 (2e tour)
- Roland Eberle (UDC), Département de la justice et de la sécurité
- Claudius Graf-Schelling (PS)
- Bernhard Koch (PDC)
- Hermann Lei (PLR), Département de l'intérieur et de l'économie. Démissionne en été 2002. Remplacé par Kaspar Schläpfer (PLR) le 8 janvier 2003[21]

- Hans Peter Ruprecht (UDC), Département des constructions et de l'environnement

## Législature 1996-2000
Élection du 10 mars 1996
- Roland Eberle (UDC)
- Hermann Lei (PLR)

- Hans Peter Ruprecht (UDC), Département des constructions et de l'environnement
- Vreni Schawalder-Linder (PS), Département de l'éducation et de la culture
- Philipp Stähelin (PDC)

## Législature 1992-1996
Élection du 16 février 1992 et élection complémentaire des 20 février (1er tour) et 20 mars 1994 (2e tour)
- Hermann Bürgi (UDC)
- Hanspeter Fischer (UDC). Remplacé par Roland Eberle en 1994
- Hermann Lei (PLR)
- Ulrich Schmidli (PS)
- Philipp Stähelin (PDC)

## Législature 1988-1992
Élection du 6 mars 1988
- Hermann Bürgi (UDC)
- Ulrich Schmidli (PS)

## Législature 1984-1988
Élection complémentaire du 24 août 1986
- Erich Böckli (PLR). Remplacé en 1986 par Hermann Bürgi (UDC)
- Ulrich Schmidli (PS)

## Législature 1980-1984
Élection du 23 mars 1980
- Erich Böckli (PLR
- Ulrich Schmidli (PS)